# ビラガルシーア・デ・アロウサ

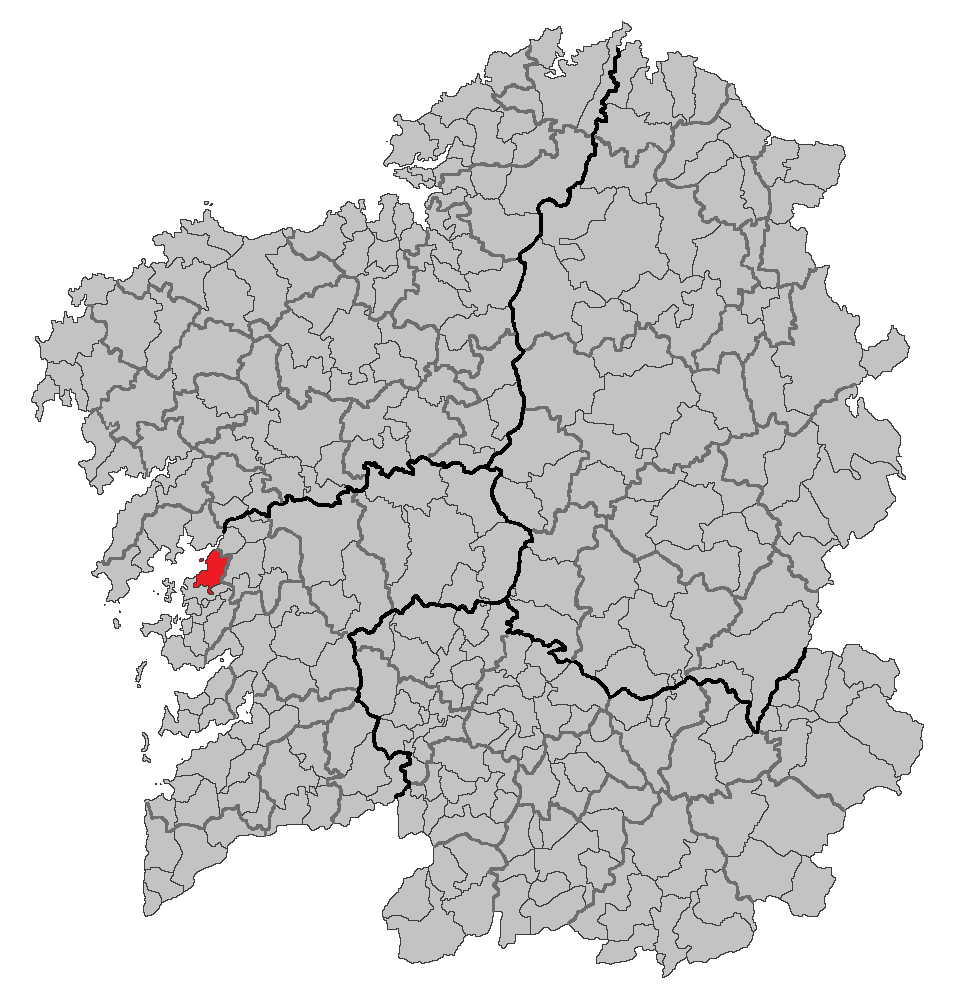
ガリシア州内の位置

ビラガルシーア・デ・アロウサ（Vilagarcía de Arousa）は、スペイン、ガリシア州、ポンテベドラ県の自治体で、コマルカ・ド・サルネスに属する。ガリシア統計局によると、2010年人口は37,926人（2009年：37,576人、2007年：36,743人、2004年：35,053人）で、ガリシア州で8番目の人口規模の都市。ポンテベドラ県ではビーゴ、ポンテベドラに次いで3番目に人口が多い。住民呼称はvilagarcián/-iá。カスティーリャ語表記はVillagarcía de Arosa（ビジャガルシーア・デ・アローサ）。
ガリシア語話者の自治体人口に占める割合は85.27%（2001年）。

## 地理
ビラガルシーア・デ・アロウサはポンテベドラ県の北西部、リア・デ・アロウサ（アロウサ湾）の南側に位置し、コマルカ・ド・サルネスに属する。北はカトイラと、東はカルダス・デ・レイスと、南はビラノーバ・デ・アロウサの各自治体と接しており、西はリア・デ・アロウサ（大西洋）に面している。自治体中心地区は市街地にあるビラガルシーア教区のビラガルシーア地区。
自治体内でもっとも北に位置するバミオ教区はウジャ川が大西洋に流れ込む河口にあり、一方南のロベイラ山からは湾内を見渡す見事な風景がみられる。
ビラガルシーア・デ・アロウサはビラガルシーア・デ・アロウサ司法管轄区に属し、同管轄区の中心自治体である。

### 人口
| ビラガルシーア・デ・アロウサの人口推移 1900－2010       |
|                                                         |
| 出典:INE（スペイン国立統計局）1900年 - 1991年、1996年 - |

## 政治
自治体首長はガリシア国民党（PPdeG）のトマス・フォレ・ディアス（Tomás Fole Díaz）、自治体評議員はガリシア国民党：10、ガリシア社会党（PSdeG-PSOE）：5、ガリシア民族主義ブロック（BNG）：3、ガリシア統一左翼（EU-IU）：2、IVIL（Independientes por Vilagarcía）：1となっている（2011年5月22日の自治体選挙結果、得票順）。
| 1999年6月13日自治体選挙 |        |        |          |
| 政党                    | 得票数 | 得票率 | 獲得議席 |
| PSdeG-PSOE              | 9,487  | 52.09% | 12       |
| PPdeG                   | 3,780  | 20.76% | 4        |
| IV                      | 2,461  | 13.51% | 3        |
| BNG                     | 1,616  | 8.87%  | 2        |
| EU-IU                   | 437    | 2.40%  | 0        |
| PH                      | 40     | 0.22%  | 0        |

| 2003年5月25日自治体選挙 |        |        |          |
| 政党                    | 得票数 | 得票率 | 獲得議席 |
| PSdeG-PSOE              | 7,865  | 41.02% | 9        |
| PPdeG                   | 4,656  | 24.28% | 5        |
| BNG                     | 3,172  | 16.54% | 4        |
| IVIL                    | 2,067  | 10.78% | 2        |
| EU-IU                   | 1,080  | 5.63%  | 1        |

| 2007年5月27日自治体選挙 |        |        |          |
| 政党                    | 得票数 | 得票率 | 獲得議席 |
| PSdeG-PSOE              | 6,401  | 33.11% | 7        |
| PPdeG                   | 5,946  | 30.76% | 7        |
| BNG                     | 2,752  | 14.24% | 3        |
| EU-IU                   | 2,648  | 13.70% | 3        |
| IVIL                    | 1,235  | 6.39%  | 1        |

| 2011年5月22日自治体選挙 |        |        |          |
| 政党                    | 得票数 | 得票率 | 獲得議席 |
| PPdeG                   | 8,054  | 42.11% | 10       |
| PSdeG-PSOE              | 4,633  | 24.22% | 5        |
| BNG                     | 2,581  | 13.50% | 3        |
| EU-IU                   | 1,901  | 9.94%  | 2        |
| IVIL                    | 1,247  | 6.52%  | 1        |
| その他                  | 252    | 1.32%  | 0        |

## 教区
ビラガルシーア・デ・アロウサは12の教区に分けられる。太字は自治体中心地区のある教区。
- アレアロンガ（サンタ・バイア）
- バミオ（サン・シェンス）
- オ・カリル（サンティアーゴ）
- セア（サン・ペドロ）
- コルナソ（サン・ペドロ）
- フォンテカルモア（サン・ペドロ）
- ルビアンス（サンタ・マリーア）
- ソブラデーロ（サン・サルバドール）
- ソブラン（サン・マルティーニョ・デ・フォラ）
- ソブラン（サン・マルティーニョ）
- ソロベイラ（サン・フィンス）
- ビラガルシーア（サンタ・バイア）

## ギャラリー

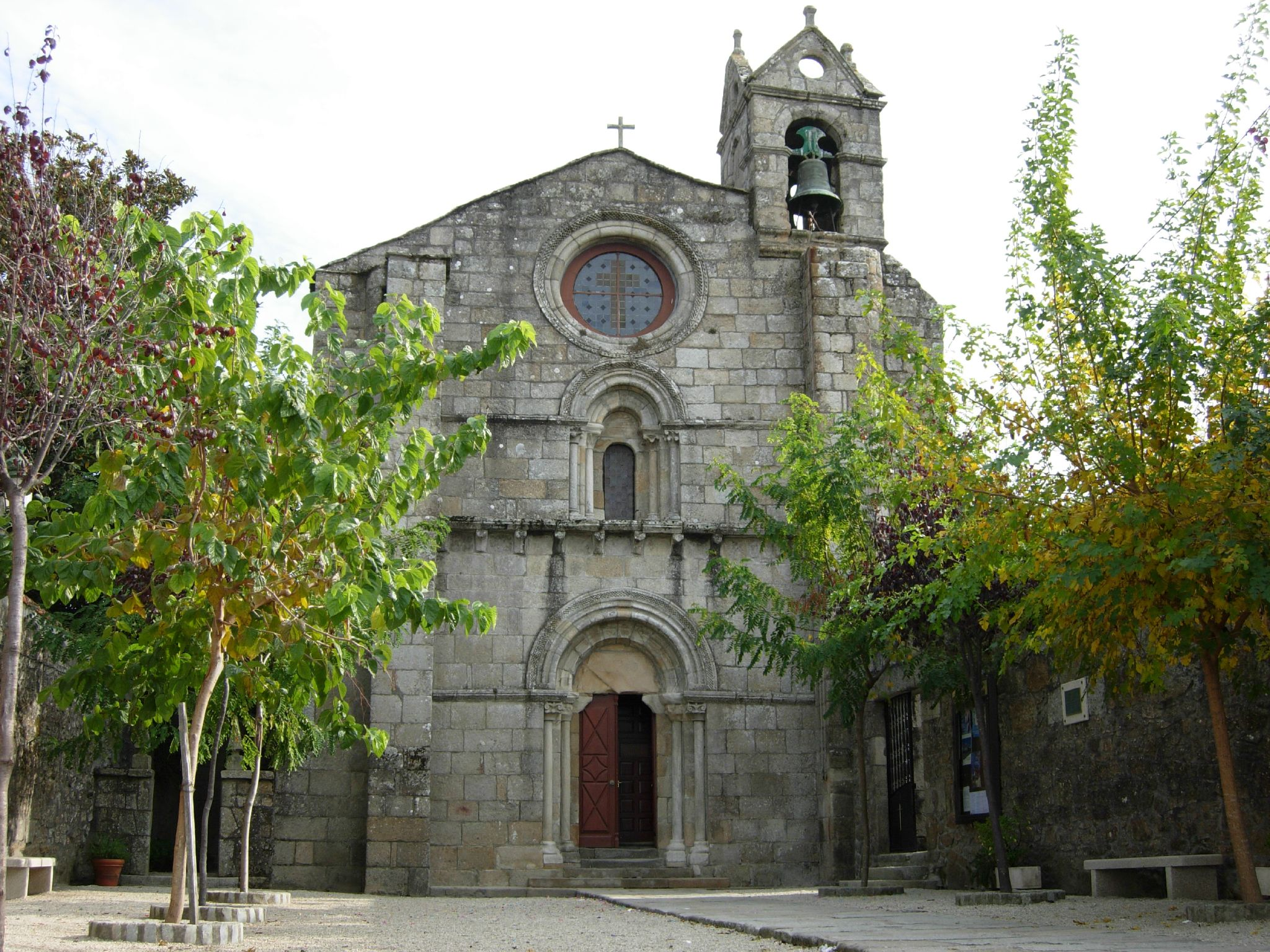
サン・マルティーニョ・デ・ソブラン教会
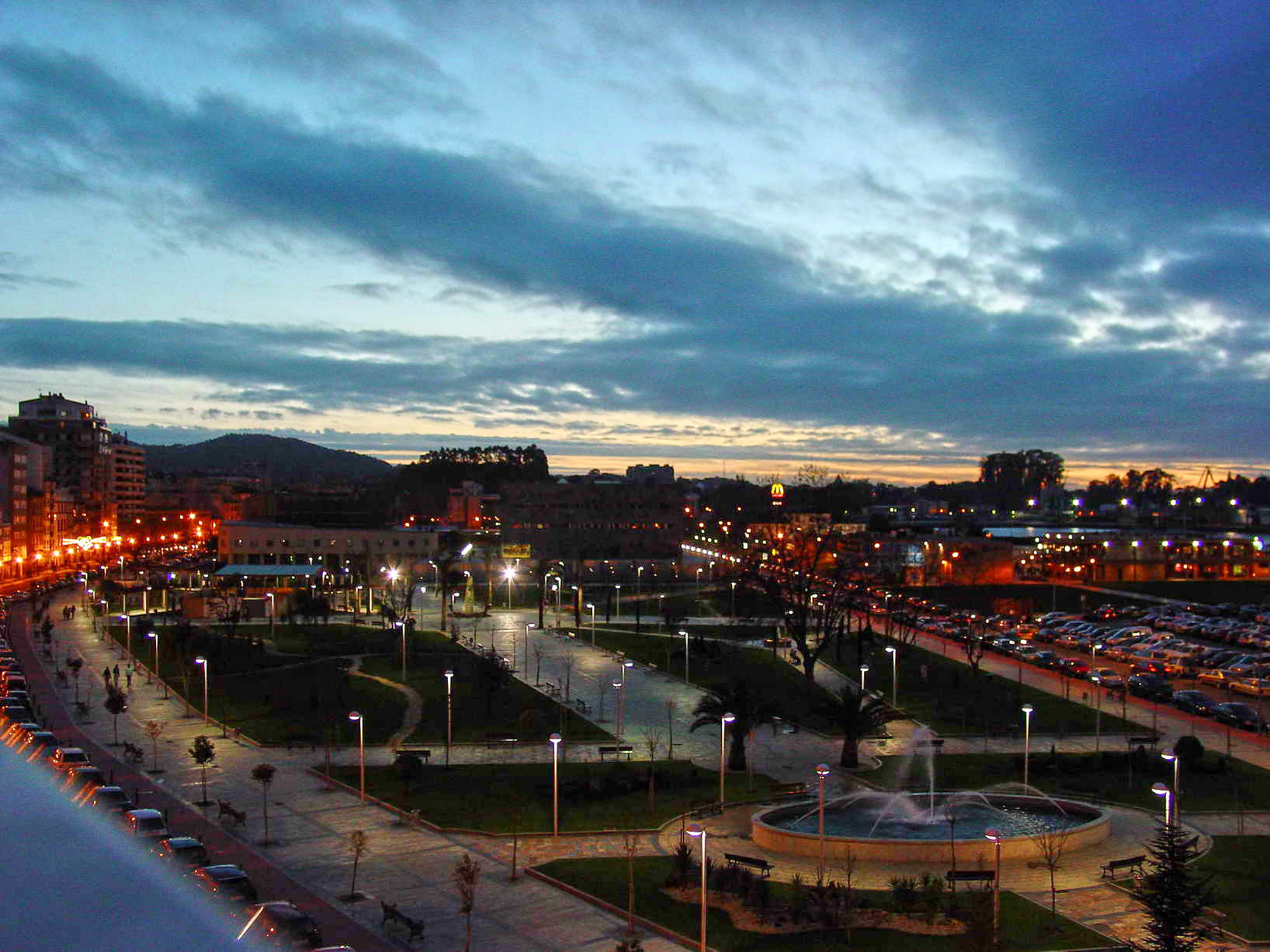
ビラガルシーアの日没
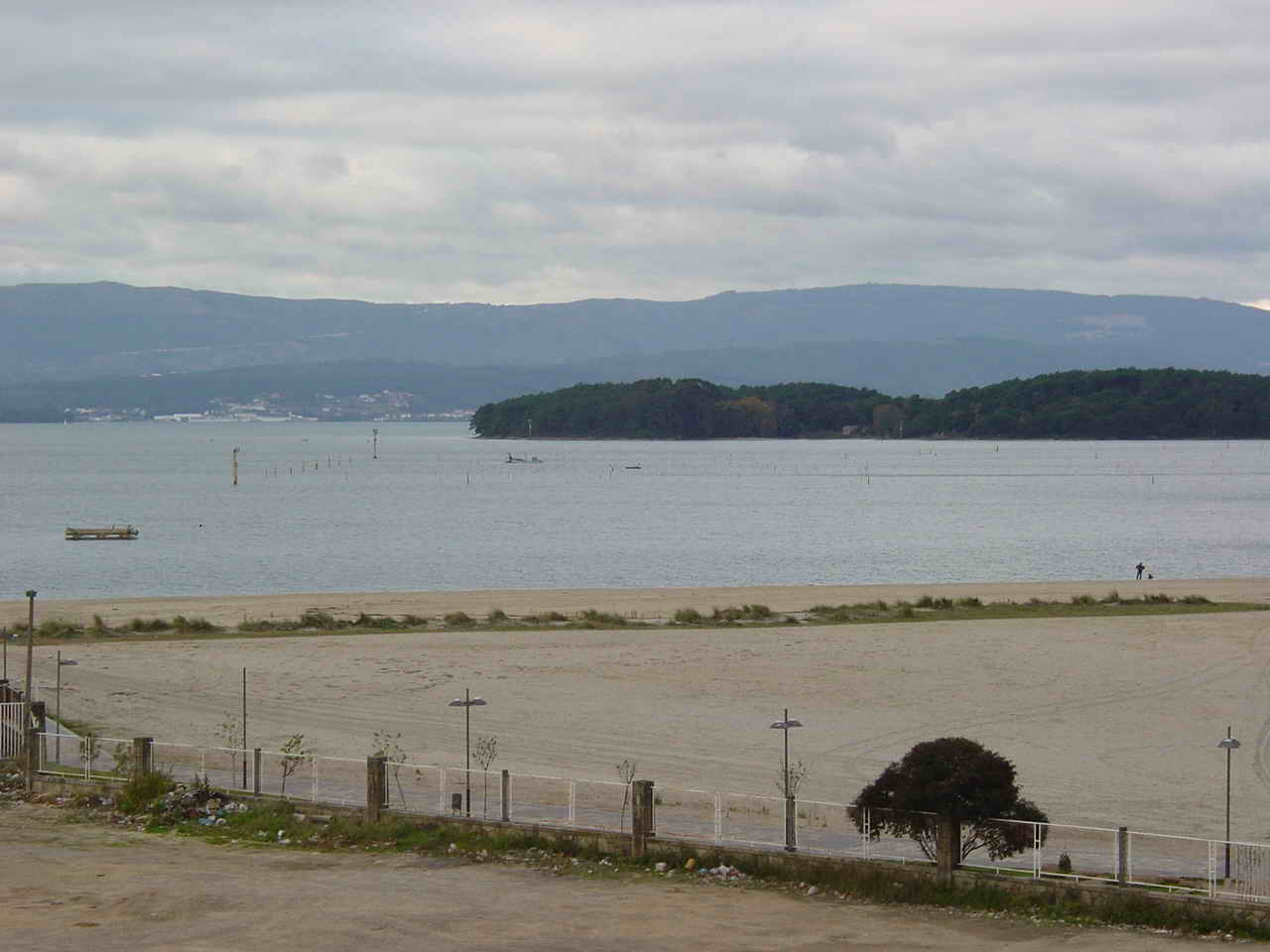
コンポステーラ海岸
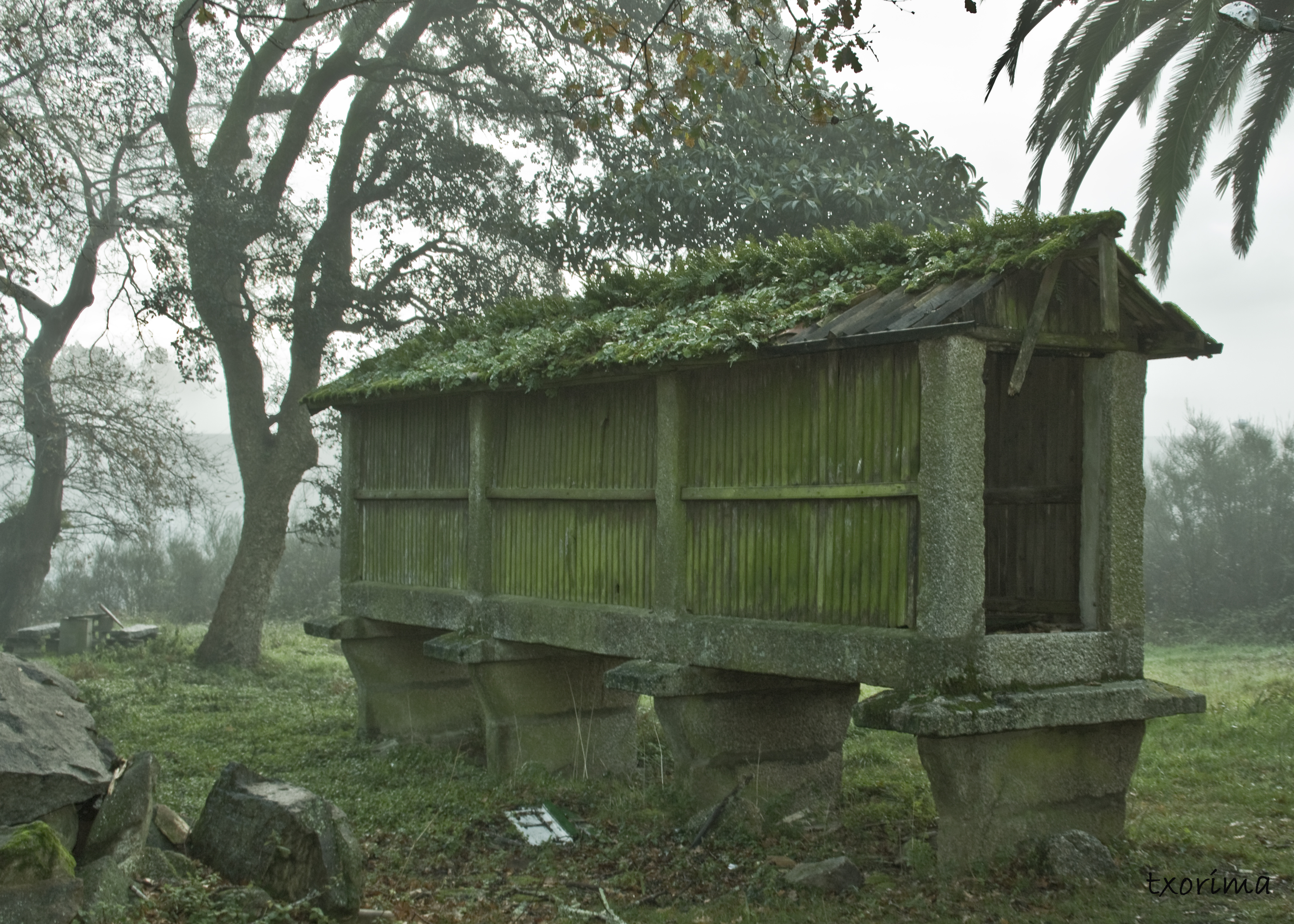
オレオ
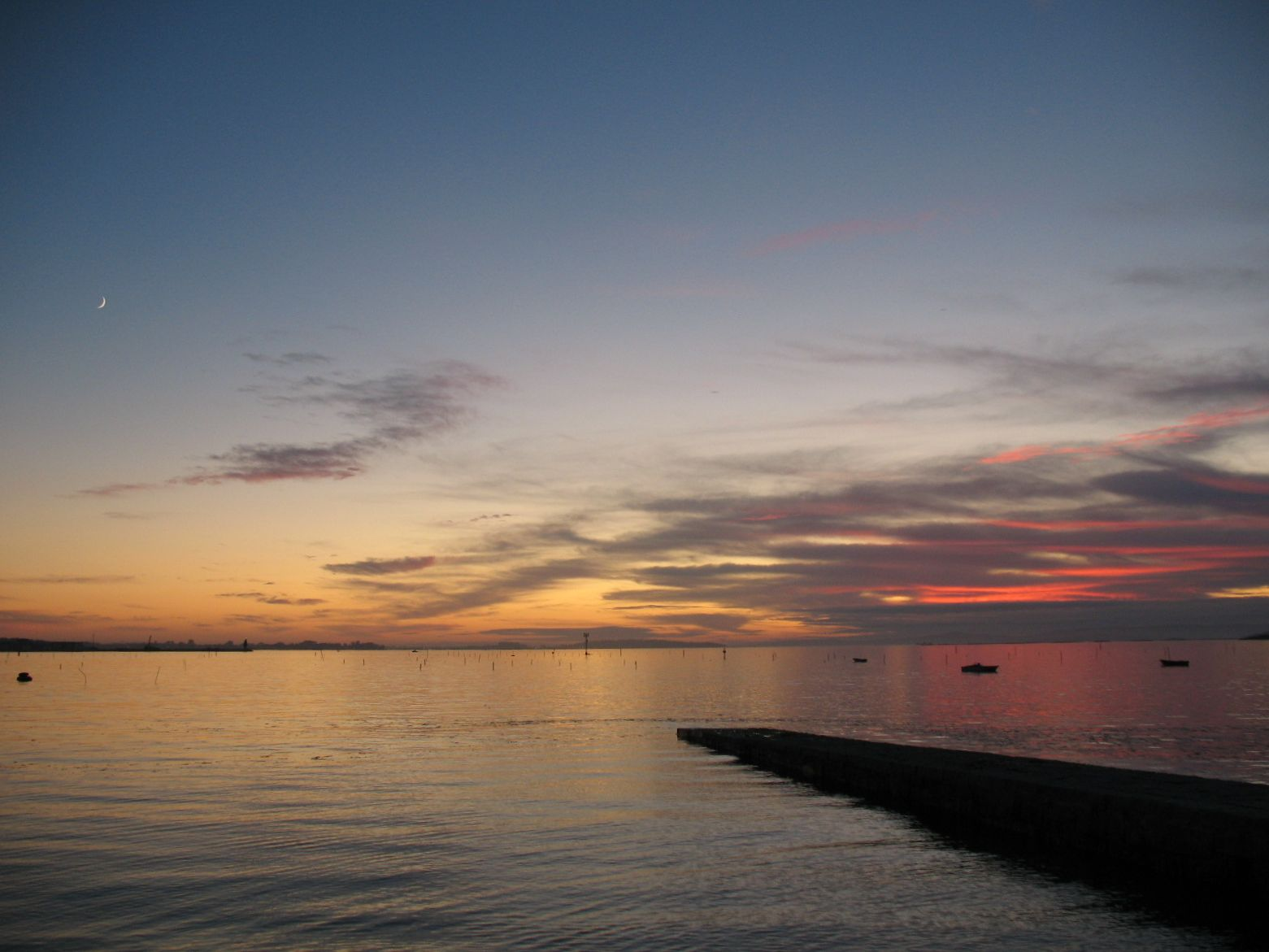
アロウサ島（左端）と大西洋